# 新余市
新余市，简称渝，古称新喻、新渝，是中华人民共和国江西省下辖的地级市，位于江西省中西部。市境东、西、北三面与宜春市接壤，南面与吉安市毗邻。地处赣西山地丘陵区与赣抚中游河谷阶地过渡带，北西南三面环山，西南为武功山，北部为蒙山。袁河自西往东流贯全境，西南有江口水库，又名仙女湖，市人民政府驻渝水区仙来中大道288号。

## 历史
在市区东北部拾年山遗址出土有5000年前新石器时代的石器、陶器。秦代属九江郡。汉为豫章郡宜春县境。267年，析宜春县置新渝县，属安成郡。因袁河中游原称渝水得名。589年，并入吴平县，591年吴平县并入宜春县，598年复置新渝县，属袁州；607年属宜春郡。622年，拆分新渝縣，东北部置始平县，西南部劃入西吴州。624年始平縣、西吴州俱废，复置新渝县。742年，改为新喻縣，属宜春郡。758年，属袁州。宋朝淳化三年992年，属临江军。元朝元贞元年1295年，升为新喻州，属临江路。明朝清朝改州复县，隶属临江府。
1912年，直属江西省。1914年，属庐陵道。1926年，复直属江西省。1932年，属江西第八行政区。1935年，属江西第二行政区。1949年属袁州专区。1953年，袁州、南昌两专区合并為南昌专区。1957年，新喻改名新余，1958年，新余县属宜春专区。1960年，设立新余市，由江西省直辖。1963年，撤销新余市，恢复新余县，仍属宜春专区。1983年，恢复新余市，并将宜春地区的分宜县划归新余市管辖。10月，原新余县辖區设置渝水区。

## 地理
新余属于中亚热带季风气候，具有四季分明、气候温和、日照充足、雨量充沛、无霜期长、严冬较短的特征。
| 新余市气象数据（1981年至2010年） | 新余市气象数据（1981年至2010年） | 新余市气象数据（1981年至2010年） | 新余市气象数据（1981年至2010年） | 新余市气象数据（1981年至2010年） | 新余市气象数据（1981年至2010年） | 新余市气象数据（1981年至2010年） | 新余市气象数据（1981年至2010年） | 新余市气象数据（1981年至2010年） | 新余市气象数据（1981年至2010年） | 新余市气象数据（1981年至2010年） | 新余市气象数据（1981年至2010年） | 新余市气象数据（1981年至2010年） | 新余市气象数据（1981年至2010年） |
| 月份                             | 1月                              | 2月                              | 3月                              | 4月                              | 5月                              | 6月                              | 7月                              | 8月                              | 9月                              | 10月                             | 11月                             | 12月                             | 全年                             |
| -------------------------------- | -------------------------------- | -------------------------------- | -------------------------------- | -------------------------------- | -------------------------------- | -------------------------------- | -------------------------------- | -------------------------------- | -------------------------------- | -------------------------------- | -------------------------------- | -------------------------------- | -------------------------------- |
| 历史最高温 °C（°F）              | 25.8 (78.4)                      | 30.1 (86.2)                      | 33.4 (92.1)                      | 36.2 (97.2)                      | 36.3 (97.3)                      | 37.9 (100.2)                     | 40.6 (105.1)                     | 40.3 (104.5)                     | 38.1 (100.6)                     | 35.6 (96.1)                      | 31.9 (89.4)                      | 23.9 (75.0)                      | 40.6 (105.1)                     |
| 平均高温 °C（°F）                | 9.3 (48.7)                       | 11.6 (52.9)                      | 15.7 (60.3)                      | 22.3 (72.1)                      | 27.3 (81.1)                      | 30.3 (86.5)                      | 34.1 (93.4)                      | 33.4 (92.1)                      | 29.4 (84.9)                      | 24.4 (75.9)                      | 18.3 (64.9)                      | 12.5 (54.5)                      | 22.4 (72.3)                      |
| 日均气温 °C（°F）                | 6.0 (42.8)                       | 8.2 (46.8)                       | 11.9 (53.4)                      | 18.1 (64.6)                      | 23.1 (73.6)                      | 26.3 (79.3)                      | 29.7 (85.5)                      | 28.9 (84.0)                      | 25.3 (77.5)                      | 20.1 (68.2)                      | 14.0 (57.2)                      | 8.3 (46.9)                       | 18.3 (65.0)                      |
| 平均低温 °C（°F）                | 3.5 (38.3)                       | 5.6 (42.1)                       | 9.0 (48.2)                       | 14.8 (58.6)                      | 19.7 (67.5)                      | 23.1 (73.6)                      | 26.1 (79.0)                      | 25.5 (77.9)                      | 22.0 (71.6)                      | 16.6 (61.9)                      | 10.5 (50.9)                      | 5.0 (41.0)                       | 15.1 (59.2)                      |
| 历史最低温 °C（°F）              | −4.2 (24.4)                      | −3.5 (25.7)                      | −1.4 (29.5)                      | 3.2 (37.8)                       | 10.6 (51.1)                      | 14.9 (58.8)                      | 18.2 (64.8)                      | 19.1 (66.4)                      | 14.6 (58.3)                      | 4.9 (40.8)                       | 0.3 (32.5)                       | −8.2 (17.2)                      | −8.2 (17.2)                      |
| 平均降水量 mm（）                | 86.8 (3.42)                      | 112.0 (4.41)                     | 179.3 (7.06)                     | 223.5 (8.80)                     | 212.8 (8.38)                     | 257.9 (10.15)                    | 122.0 (4.80)                     | 133.1 (5.24)                     | 81.4 (3.20)                      | 62.9 (2.48)                      | 79.9 (3.15)                      | 51.5 (2.03)                      | 1,603.1 (63.12)                  |
| 平均相對濕度（％）               | 80                               | 80                               | 81                               | 80                               | 78                               | 79                               | 71                               | 74                               | 75                               | 72                               | 75                               | 75                               | 77                               |
| 来源：中国气象数据网             |                                  |                                  |                                  |                                  |                                  |                                  |                                  |                                  |                                  |                                  |                                  |                                  |                                  |

## 政治

### 现任领导
| 机构     | · 中国共产党 · 新余市委员会 | 新余市人民代表大会 常务委员会 | 新余市人民政府     | · 中国人民政治协商会议 · 新余市委员会 |
| 职务     | 书记                        | 主任                          | 市长               | 主席                                  |
| -------- | --------------------------- | ----------------------------- | ------------------ | ------------------------------------- |
| 姓名     | 郑光泉                      | 張智萍                        | 方向军             | 张家良                                |
| 民族     | 汉族                        | 汉族                          | 汉族               | 汉族                                  |
| 籍贯     | 江西省上饶市信州区          | 湖南省邵陽市                  | 浙江省淳安县       | 江西省武宁县                          |
| 出生日期 | 1967年8月（57歲）           | 1967年12月（57歲）            | 1970年10月（54歲） | 1965年12月（59歲）                    |
| 就任日期 | 2023年7月                   | 2024年1月                     | 2024年8月          | 2021年10月                            |

### 历任领导
| 市委书记 - 张迎祥（1983年7月－1989年8月） - 严显烈（1989年8月－1996年11月） - 丁耀民（1996年11月－1998年12月） - 潘逸阳（1998年12月－2001年12月） - 洪礼和（2001年12月－2002年12月） - 钟利贵（2002年12月－2006年3月） - 汪德和（2006年5月－2010年3月） - 李安泽（2010年3月－2013年8月） - 刘捷（2013年8月－2016年9月） - 蒋斌（2016年9月－2023年3月） - 郑光泉（2023年7月－） | 市长 - 凌浩（1983年7月－1987年6月） - 方博林（1987年6月－1991年6月） - 张海如（1991年8月－1994年8月） - 丁耀民（1994年8月－1997年11月） - 曹二俚（1997年11月－1999年12月） - 洪礼和（1999年12月－2001年12月） - 金细安（2001年12月－2003年8月） - 汪德和（2003年8月－2006年11月） - 王平（2006年12月－2008年4月） - 李安泽（2008年4月－2010年3月） - 魏旋君（2010年5月－2011年12月） - 刘捷（2011年12月－2013年8月） - 丛文景（2013年8月－2014年11月） - 董晓健（2015年2月－2018年4月） - 犹㼆（2018年4月－2021年4月） - 徐鸿（2021年4月－2024年7月） - 方向军（2024年8月－） |

### 行政区划
新余市下辖1个市辖区、1个县。
- 市辖区：渝水区
- 县：分宜县

除正式行政区划外，新余市还设立以下行政管理区：国家级新余高新技术产业开发区、仙女湖风景名胜区、孔目江生态经济区。

## 人口
根据2020年第七次全国人口普查，全市常住人口为1,202,499人。同第六次全国人口普查的1,138,874人相比，十年共增加了63,625人，增长5.59%，年平均增长率为0.55%。其中，男性人口为628,460人，占总人口的52.26%；女性人口为574,039人，占总人口的47.74%。总人口性别比（以女性为100）为109.48。0－14岁的人口为249,266人，占总人口的20.73%；15－59岁的人口为740,573人，占总人口的61.59%；60岁及以上的人口为212,660人，占总人口的17.68%，其中65岁及以上的人口为147,272人，占总人口的12.25%。居住在城镇的人口为884,941人，占总人口的73.59%；居住在乡村的人口为317,558人，占总人口的26.41%。

### 民族
全市常住人口中，汉族人口为1,198,030人，占99.63%；各少数民族人口为4,469人，占0.37%。与2010年第六次全国人口普查相比，汉族人口增加63,053人，增长5.56%，占总人口比例下降0.03个百分点；各少数民族人口增加572人，增长14.68%，占总人口比例增加0.03个百分点。

## 经济
新余市是江西省经济最发达、人民最富裕的城市。新余市由于除市区以外仅下辖1县，因此总人口少、地域总面积小、资源匮乏。尽管如此，新余经济增长速度十分迅猛，长年保持全省第一，其经济实力(以人均计)已经达到广东、江苏等沿海发达省份水平。

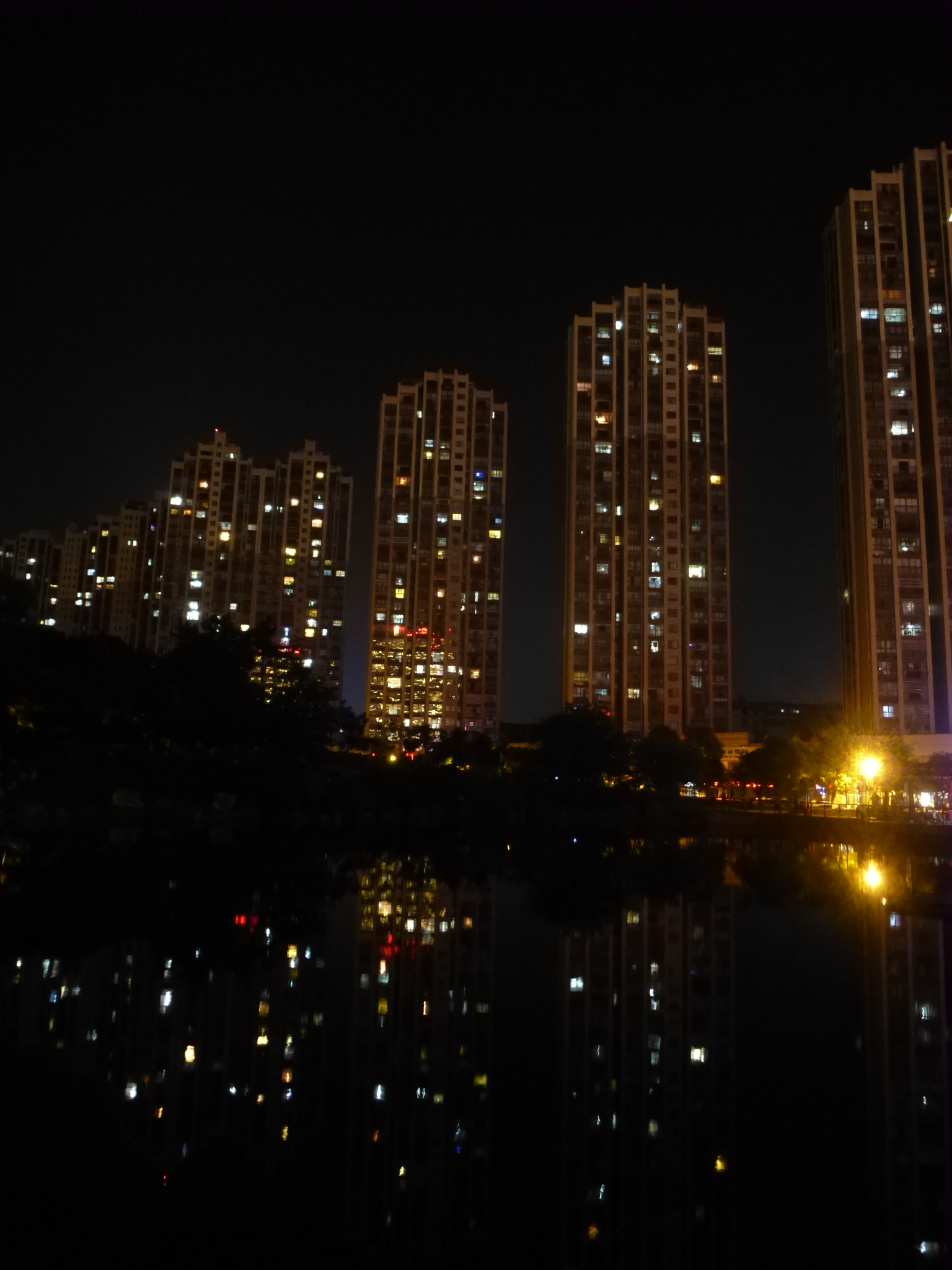
新余夜景

新余有大批新能源企业，同时形成高技术人才和太阳能光伏产业之间的良性互动。江西省确定的三个千亿产业工程，其中2个在新余。新余市市区的地区生产总值、工业产值、固定资产投资、财政收入等绝大多数指标位列全省第二，人均GDP等指标已经远超过江西省会南昌市。2011年，新余人均GDP在全省率先超过1万美元。新余是江西经济最发达、城市化水平最高的城市。

## 文化

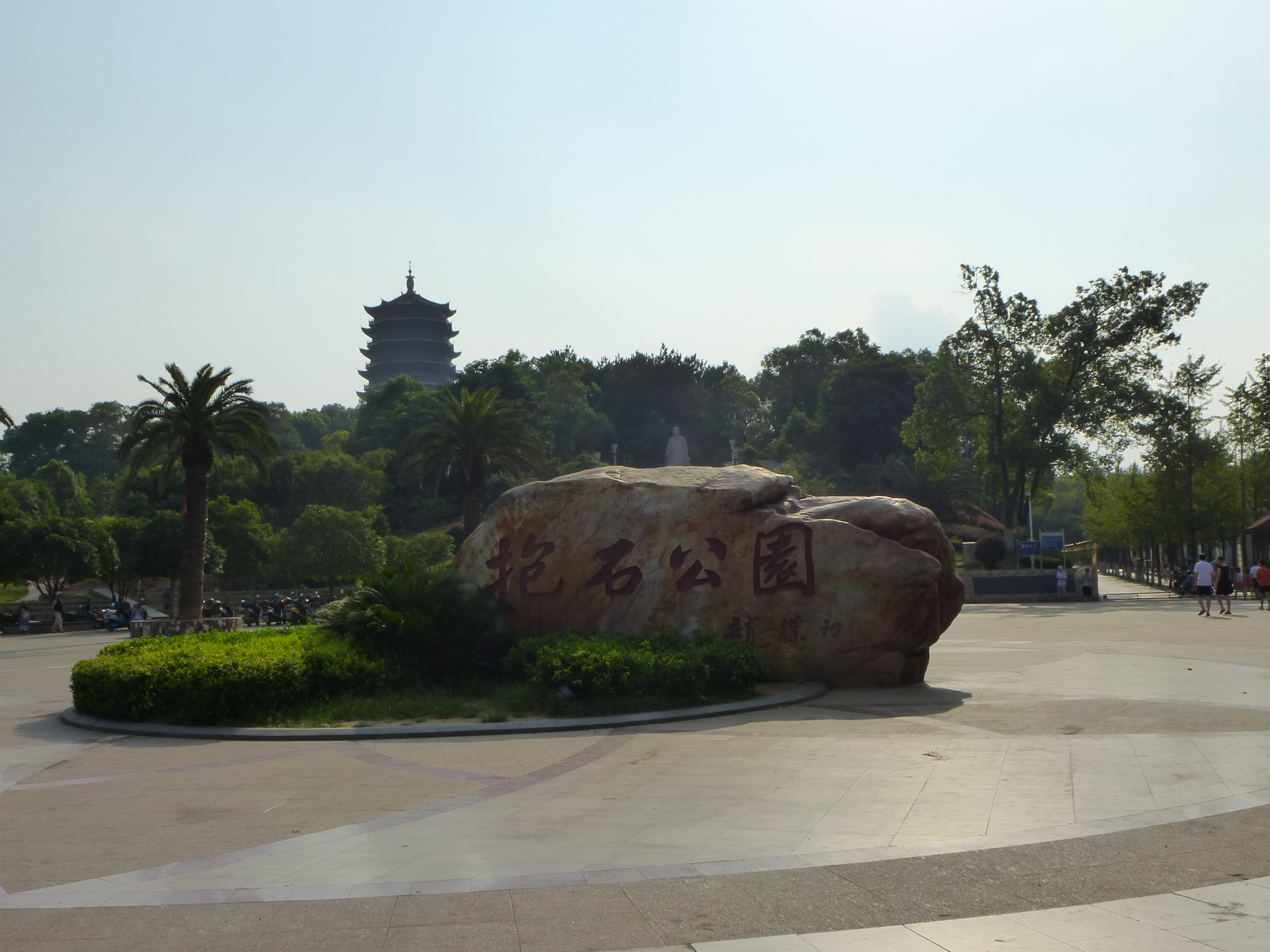
抱石公园

新余有仙文化、抱石文化、天工文化以及钢铁文化等文化资源。2006年成功举办了江西省第十二届运动会，2007年11月又成功举办了“仙女湖杯”世界旅游形象大使冠军总决赛。 中国音乐家协会已将10个考级项目放在新余，户均钢琴拥有量居全省前茅。新余还是全国乒乓球重点城市，曾多次承办全国、全省重大体育赛事。

## 全国重点文物保护单位
- 罗坊会议和兴国调查会旧址
- 拾年山遗址
- 凤凰山铁矿遗址

## 旅游

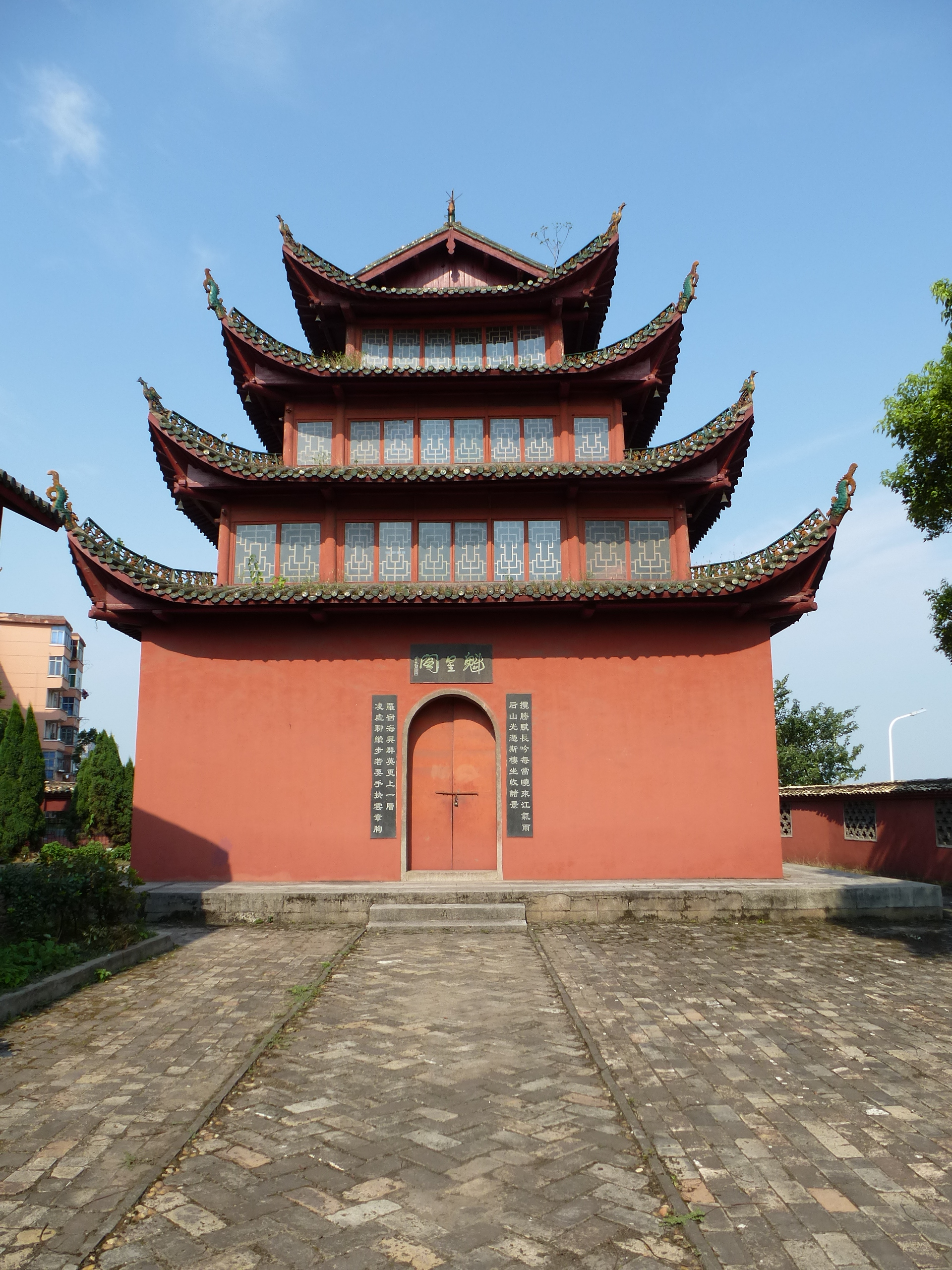
魁星阁

新余城南有抱石公园，城北有仰天岗森林公园，城东有江西省惟一国家级湿地公园孔目江湿地公园，城西有国家重点风景名胜区、4A级旅游景区仙女湖，還有洪阳古洞、昌山古刹、严嵩万年桥、大岗山、百丈峰、魁星阁等景观。

### 仙女湖
仙女湖是4A级旅游景区、国家级风景名胜区，传说中七仙女下凡之地。景区总面积298平方公里，其中水域面积50平方公里，湖中99座岛屿星罗棋布，湖叉港湾扑朔迷离，动植物种类繁多，森林覆盖率达95%，共有220种，765属，3000多种，占全国总科62.3%，有各种鸟兽类76种，拥有亚洲最大的亚热带树种基因库。

### 孔目江
孔目江国家湿地公园是江西省首个国家级湿地公园，以湿地风光、水库风光和田园风光为特色，占地约30000亩。

## 交通

### 铁路

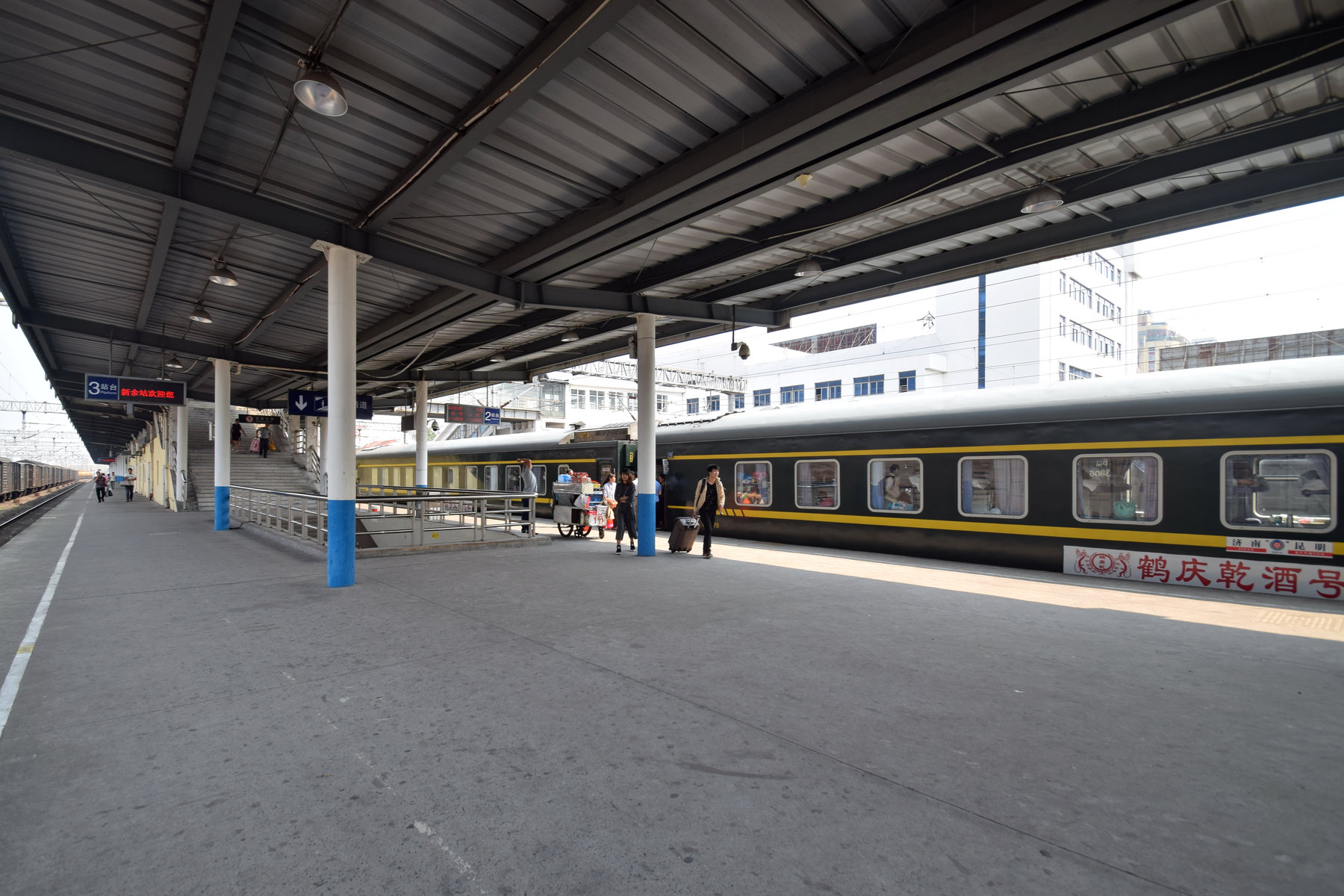
新余站

沪昆铁路横穿新余市中心，京九铁路傍市而过。
- 火车站
  - 新余站
  - 新余北站（高铁站）

### 航空
- 新余目前没有机场。自2010年10月起开通至昌北国际机场的客运专线，每日来回共4班[13]。与新余紧邻的宜春市建有宜春明月山机场，已开通至北京、上海、广州、深圳等地的航线。[14]。

### 公路
三条高速公路和四条省道在新余交汇，新余市是全国众多城市中少有的高密度高速公路通过的城市。
- 沪昆高速公路
- 大广高速公路
- 赣粤高速公路

## 教育
新余教育自古以来十分发达。历史上曾有大量状元、进士来自新余，江西第一位状元卢肇就来自新余。

### 中小学
全市的小学、初中入学率和巩固率近100%；在市区范围内，江西省新余第一中学、江西省新余第四中学是全国知名的重点中学，一直在社会中享有较高声望。

### 高校
新余高校教育正处于迅速发展中。新余学院前身是新余职业大学。1986年经江西省人民政府批准创办新余职业大学，它标志着新余自己创办高教事业的开始。另有江西工程学院等。

## 饮食及土特产

### 土产
- 新余蜜桔
- 观巢巨峰葡萄
- 马洪皮蛋
- 马洪酒
- 干白鱼、干鱼块
- 蜂蜜、花粉、蜂王浆
- 笋干：
- 甜茶
- 仙女湖纯正茶油
- 羽仙酒
- 仙龙火腿
- 水北豆腐
- 水北铁观音

### 手工产品
- 新余夏布

主要产地在分宜县，由苎麻韧皮纤维经过刮麻、沤麻、绩纱、织布四道纯手工工序制成。纯手工制作，吸水性好，透气性强，穿着舒适凉爽，越穿越柔软、舒适，是我国的民间传统纺织品。而分宜县的夏布产量之大，品质之优，也使分宜县得名“夏布之乡”。 

## 友好城市
- 中国辽宁省葫芦岛市
- 美国纽约州罗马
- 加拿大高贵林
- 印度班加罗尔